# Comedy club

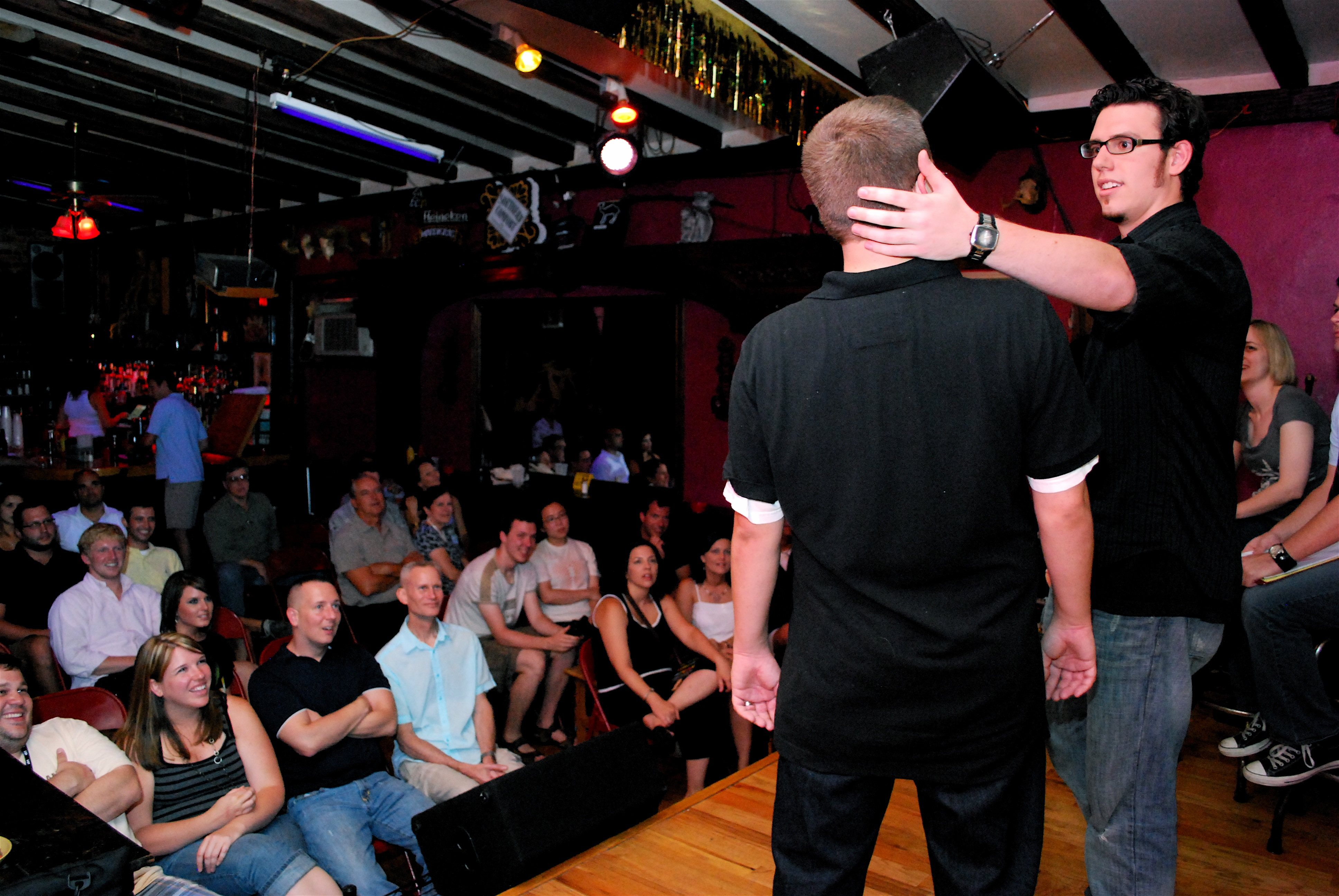
Improvisation comique au Comedy Club "Yo Mama's" à New Orleans

Un comedy club est un type d'établissement consacré à l'humour sur scène, que l'on trouve principalement aux États-Unis, et notamment à New York. Les comedy clubs sont généralement des établissements de type bar ou restaurant, similaires aux cafés-théâtres en France, disposant d'une scène et proposant une programmation de comiques de stand-up.
De nombreux humoristes américains ont commencé leur carrière et ont été révélés dans les comedy clubs, comme Jerry Seinfeld, Louis C.K., Bill Maher, Dave Chappelle, ou Ali Wong.
Parmi les comedy club les plus célèbres, on peut citer le Gotham Comedy Club de New York, qui accueillait l'émission Live at Gotham de Comedy Central et qui apparait dans le documentaire Comedian sur Jerry Seinfeld, le Catch a Rising Star (en) de New York dans les années 1970 ou le Comedy Cellar (en).

## Dans le monde

### En France
Il existe quelques exemples de ce type d’établissement en France, comme le Jamel Comedy Club à Paris, ou encore le Cannes Comedy Club et le Montpellier Comédie Club.